# Альтофонте
Альтофонте (итал. Altofonte) — город в Италии, расположен в регионе Сицилия, подчинён административному центру Палермо (провинция).
Население составляет 9649 человек (на 2004 г.), плотность населения составляет 262 чел./км². Занимает площадь 35 км². Почтовый индекс — 90030. Телефонный код — 00091.
Покровительницей города почитается святая Анна. Праздник города ежегодно празднуется 26 июля.